# 楊庭芳
楊庭芳（1429年—？），字孟仁，湖廣寶慶府邵陽縣人，明朝政治人物。同進士出身。

## 生平
湖廣鄉試第一百三十四名。天順四年（1460年）庚辰科會試第一百三十一名，殿試登進士第三甲第九十七名。天順七年十二月（1464年）擢南京主事。

## 家族
曾祖父楊原旺。祖父楊偉，曾任寧州同知。父楊衡，曾任高郵州吏目。